# El Portichuelo de Orich
El Portichuelo de Orich fue una aldea de la Comunidad de Daroca, que perteneció a la Sesma de Trasierra.

## Historia
Los habitantes del Portichuelo de Orich pagaron diezmos junto con los habitantes de Fombuena a la iglesia de San Miguel de Daroca hasta el siglo XVII.

## Toponimia
Ha recibido diferentes denominaciones en diferentes textos, sin diminutivo -huelo, con diminutivo o simplemente con diminutivo pero sin el apelativo de Orich.
La primera mención es de 1205, cuando el obispo Ramón de Castrocol adjudicó los diezmos y primicias de las aldeas de Daroca a diferentes iglesias de la ciudad. El obispo adjudicó los diezmos del Portichuelo de Orich y de otra aldea también llamada "puerto" a la Iglesia de San Miguel de Daroca:

Clerici et ecclesia Sancti Michaelis habent Poyo, Santet, Mezquita, Valdesantmartin, San Martin, Ambosportos, Odon, Blancas, Torreziella.

Se escribe latinizado como Portus de Orrich en Rationes decimarum Hispaniae (1279-80), donde también lo mencionan como El Puerto:

Item a rectore de Portus de Orrich.

Item pro primitia de El Puerto.

Se escribe Portixuelo en el "Libro de la manifestación de lo morabetín de las aldeyas de la ciudad de Daroca" de 1373.
En 1399 se mencionaba como Portuxello de Orich en el texto de venta de la pardina de Camaras:

que es clamado Camaras, sitiado en el Regno de Aragón, los términos del qual afrenta de la una parte con término lugar clamado el Collado per [Estevan] e con término de Badenas de la otra parte, con término del Portuxello de Orich, aldeas de la dicha ciudat de Darocha.

En un texto de 1560 mencionan Puerto Oriche en un texto a donde los habitantes de Cucalón decriben las dehesas que poseían:

et la otra defesa llamada la pardina del Puerto Oriche, principia el primer mojón junto al Corral de Olalla çerca de la senda que van de Lagueruela a Vádenas

En el año 1798 todavía es mencionado Puerto Eliche por Ignacio de Asso, y algunos habitantes de Cucalón lo identifican con el microtoponimo Puerto Oriche en la partida de Loma Plana o La Plana.